# Steve Mandanda
Steve Mandanda (* 28. března 1985 Kinshasa) je francouzský profesionální fotbalový brankář konžského původu, který chytá za francouzský klub Stade Rennais FC a za francouzský národní tým.

## Klubová kariéra
V srpnu 2020 byla u něj, stejně jako u dalších hráčů Marseille, potvrzena nákaza nemocí covid-19.
Na začátku roku 2022 odchytal 600. soutěžní utkání za Olympique Marseille, když se 2. ledna podílel na postupu do dalšího kola Coupe de France vyřazením US Chauvigny.

## Reprezentační kariéra

### Mládežnické reprezentace
S reprezentací do 21 let se zúčastnil Mistrovství Evropy U21 2006 v Portugalsku. V základní skupině A porazila Francie postupně Portugalsko 1:0, Německo 3:0 a Srbsko a Černou Horu 2:0. S 9 body postoupila z prvního místa do semifinále. Mandanda odchytal všechny tři zápasy a ani jednou neinkasoval. V semifinále byla Francie vyřazena Nizozemskem 2:3 po prodloužení, i tentokrát Steve hájil francouzskou bránu.

### A-mužstvo
V A-mužstvu Francie debutoval 27. 5. 2008 v přátelském zápase v Grenoble proti reprezentaci Ekvádoru (výhra 2:0). V týmu Les Bleus (reprezentace Francie) plnil převážně roli náhradníka.

## Úspěchy

### Individuální
- Tým roku Ligue 1 podle UNFP – 2007/08,[8] 2010/11,[9] 2014/15,[10] 2015/16[11] 2017/18[12]
- Hráč měsíce Ligue 1 podle UNFP – únor 2008,[13] srpen 2008,[13] září 2017[13]